# محمد محفوظ
محمد محفوظ هو كاتب وروائي وصحفي سعودي وُلد في الخامس من يونيو عام 1966 في مدينة سيهات بالمنطقة الشرقية من المملكة العربية السعودية، وتخرج من الحوزة العلمية يكربلاء في العراق، ثم عمل بالصحافة، فكتب في العديد من الصحف السعودية مثل: جريدة الرياض، وجريدة اليوم، ويشغل حاليًا منصب مدير تحرير مجلة الكلمة، وله عدّة مؤلفات حول علاقة الإسلام بالغرب، وواقع الديموقراطية والحوار في العالم العربي، كما ساهم بالعديد من الأطروحات الفكرية لمعالجة قضايا العنف والتطرف.

## مؤلفاته
ألف محمد محفوظ العديد من المؤلفات التي تناقش قضايا سياسية واجتماعية عربية مختلفة، كقضية التعايش، وقضية التطرف والكراهية، وقضية الديمقراطية، ومنها:
- الإسلام والغرب ورهانات المستقبل: صدر عام 1999 عن المركز الثقافي العربي.[3]
- الحوار والوحدة الوطنية في المملكة العربية السعودية: صدر عام 2004 عن دار الساقي للنشر والتوزيع.[4]
- العرب ومتغيرات العراق: صدر عام 2004 عن مؤسسة الانتشار العربي.[5]
- الحرية والإصلاح في العالم العربي: صدر عام 2005 عن الدار العربية للعلوم ناشرون ببيروت.[6]
- العزبة: صدر عام 2009 عن مؤسسة شمس للنشر.[7]
- الطريق إلى المواطنة: صدر عام 2010 عن مركز آفاق للدراسات والبحوث.[8]
- تحرير الديني: الدولة المدنية طريقاَ: صدر عام 2010 عن مؤسسة الانتشار العربي ببيروت.[9]
- التسامح وقضايا العيش المشترك: صدر عام 2012 عن المركز الإسلامي الثقافي.[10]
- حوار الاديان وقضايا الحرية والمشاركة: صدر عام 2012 عن دار مدارك للنشر والتوزيع.[11]
- حق العيش المشترك: صدر عام 2013 عن دار مدارك للنشر والتوزيع بالرياض.[12]
- الشيعة اليوم - إشكالات الهوية والاندماج: صدر عام 2014 عن مركز الحضارة لتنمية الفكر الإسلامي.[13]
- ضد الكراهية؛ من أجل تفكيك خطاب الكراهية في العالم العربي: صدر عام 2014 عن مركز آفاق للدراسات والبحوث بالرياض.[14]
- العنف والطائفية وأسئلة التحول الديمقراطي: صدر عام 2017 عن مؤسسة الإنتشار العربي ببيروت.[15]
- الدولة العربية والاستقرار السياسي: صدر عام 2017 عن منشورات ضفاف، أطياف للنشر والتوزيع.[16]
- العرب الشيعة والدولة الوطنية: صدر عام 2017 عن منشورات ضفاف، أطياف للنشر والتوزيع.[17]
- العراق والعرب والمستقبل السياسي: صدر عام 2017 عن منشورات ضفاف، أطياف للنشر والتوزيع.[18]
- نقد الإسلام السياسي: صدر عام 2017 عن مؤسسة الانتشار العربي.[19]
- العرب والتسامح - نحو مشروع عربي للتسامح: صدر عام 2019 عن منشورات ضفاف.[20]
- العراق وإعادة بناء العلاقة مع السعودية: صدر عام 2019 عن منشورات ضفاف.[21]
- تسلق السلطة: صدر عام 2020 عن دار الأدب العربي للنشر والتوزيع.[22]

- ضد الطائفية
- المرأة وسؤال التحدي القادم[23]
- الإسلام ورعاية المسنين
- الامة والدولة من القطيعة إلى المصالحة لبناء المستقبل
- الحضور والمثاقفة المثقف العربي وتحديات العولمة
- العولمة وتحولات العالم
- الواقع العربي وتحديات المرحلة الراهنة
- سؤال الثقافة في المملكة العربية السعودية
- الإسلام ورهانات الديموقراطية
- الأهل والدولة (بيان من أجل السلم الاجتماعي)